# Irisbus Crossway

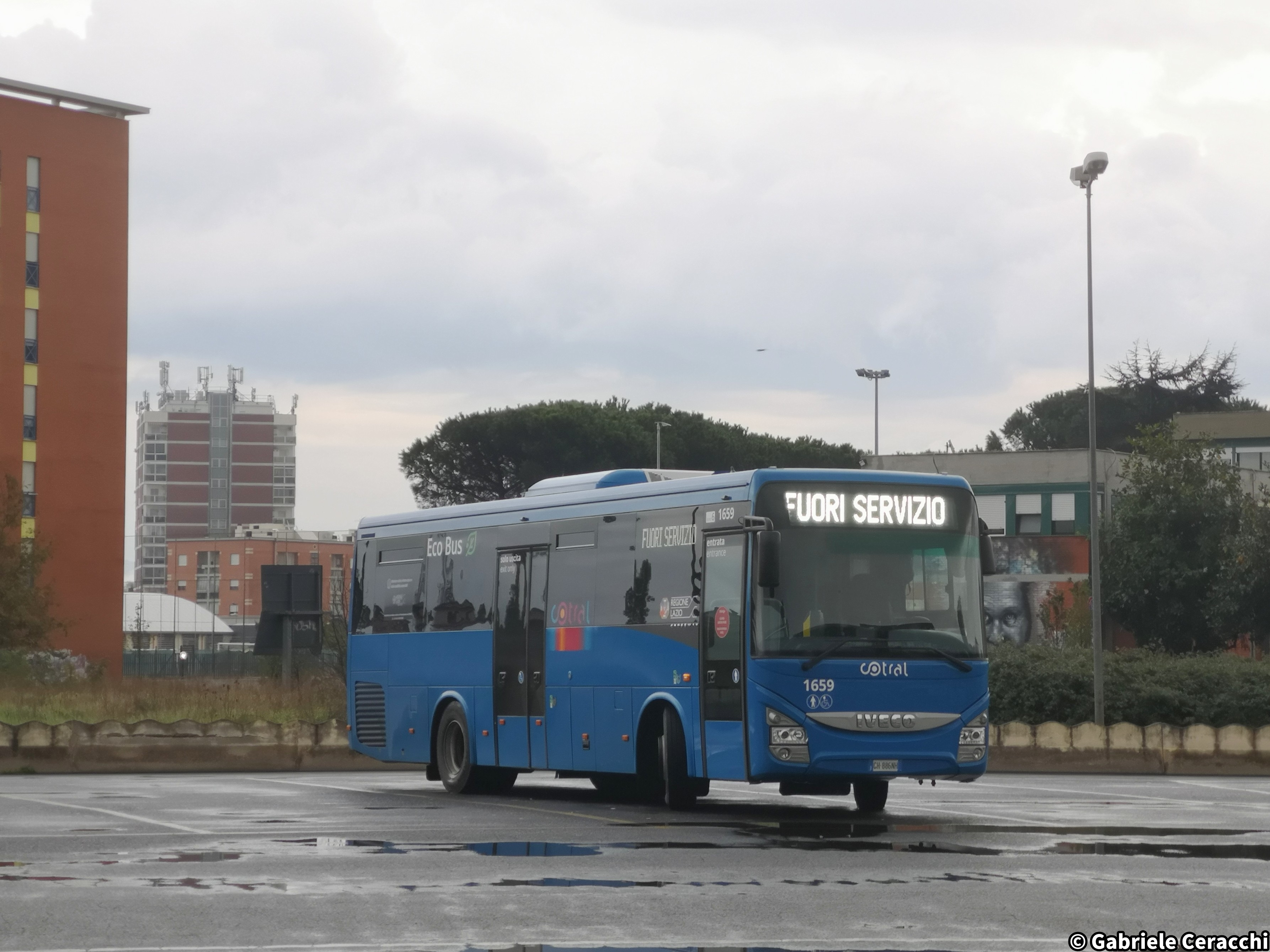
Un Iveco Crossway Line 10m di Cotral in sosta alle autolinee di Latina.

L'Iveco Crossway è un autobus prodotto a partire dal 2006 dalla Irisbus, successivamente divenuta Iveco Bus.

## Progetto
Il Crossway nasce sulla base dell'Arway, autobus interurbano di fascia media prodotto sulla base del precedente Ares. Può dunque essere considerato come una sua variante economica, adatta a percorsi interurbani; la differenza è riscontrabile anche nella qualità degli arredi interni e degli assemblaggi.
Il Crossway viene prodotto negli stabilimenti ex Karosa di Vysoké Mýto in Repubblica Ceca.
Nel 2013 nell'ambito di un profondo rinnovamento del settore autobus di Iveco, la Irisbus viene rinominata "Iveco Bus"; il Crossway viene rivisitato con l'introduzione del nuovo family feeling e continua ad essere prodotto come Iveco Crossway. 
A fine agosto 2019, Ivecobus afferma di aver prodotto il 40.000 mezzo.

## Irisbus Crossway (2006-2013)
Come già accennato, la prima serie del Crossway altro non è che la variante economica dell'Arway. Da quest'ultimo differisce per il disegno del frontale e del posteriore. È inoltre prodotta una versione "LE" (Low Entry) dotata di pianale semiribassato.
Può essere dotato di motore Tector 6 cilindri da 5900 cc con potenza di 194 kw (264 CV) o 220 kw (300 CV) entrambi rispondenti alla normativa Euro 5 oppure con motore Cursor 8 Euro 5 con potenza di 330 CV disponibile anche a normativa EEV. Tutti i motori sono dotati di filtro SCR. È inoltre provvisto di ABS ed ESP; il cambio può essere automatico a 4 o 6 marce oppure manuale a 6 marce.
Sono disponibili a richiesta l'impianto di aria condizionata e il sollevatore per carrozzine con relativa postazione.
Vediamo ora nel dettaglio le caratteristiche delle singole versioni:

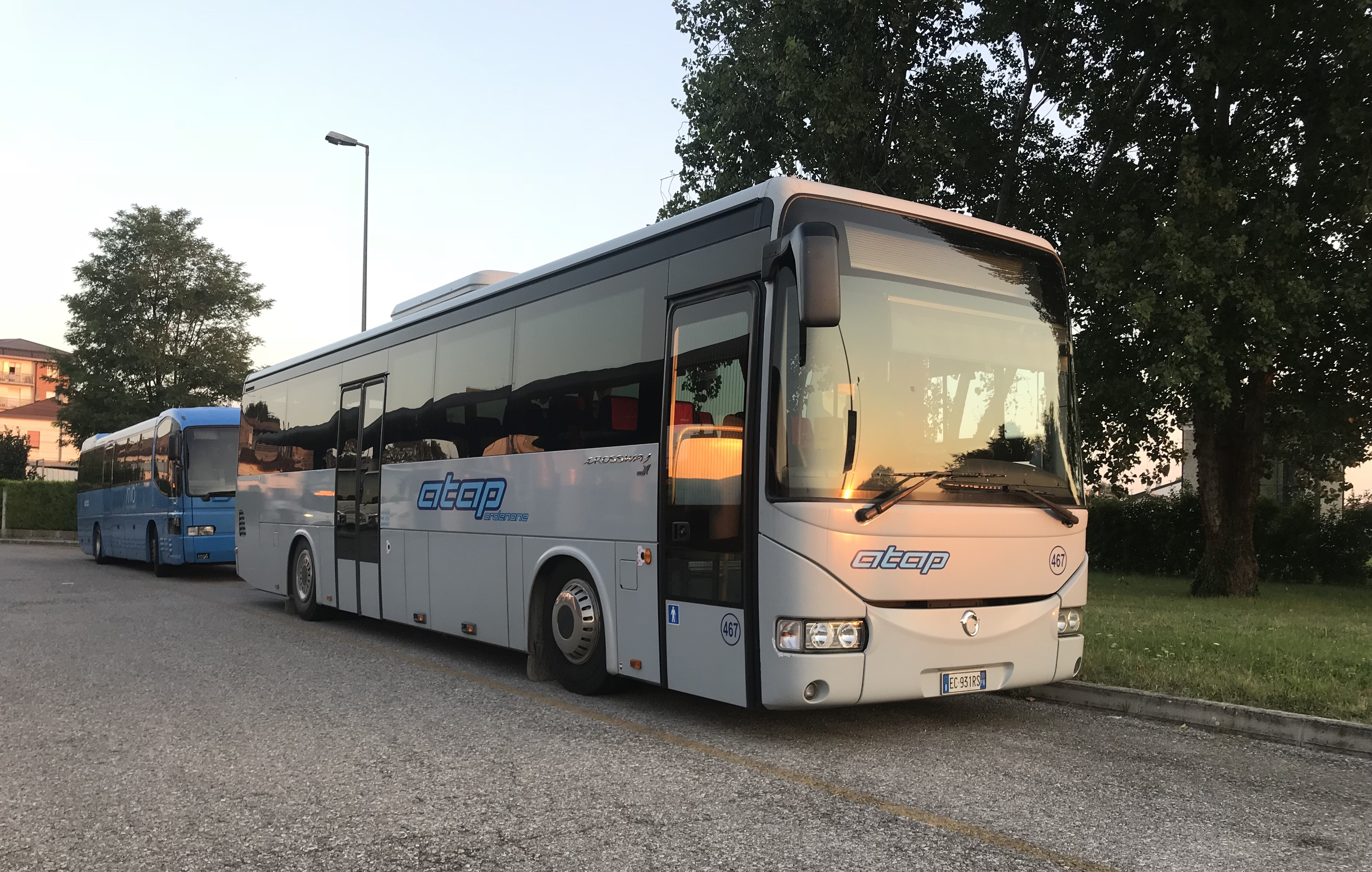
Irisbus Crossway 12

### Irisbus Crossway
- Lunghezza: 10.6, 12.1, 12.8 metri
- Allestimento: Interurbano
- Alimentazione: Gasolio
- Porte: 2 ad espulsione

### Irisbus Crossway LE
- Lunghezza: 10.6, 12.1, 12.8 metri
- Allestimento: Suburbano, Interurbano
- Alimentazione: Gasolio
- Porte: 2 o 3, rototraslanti o ad espulsione

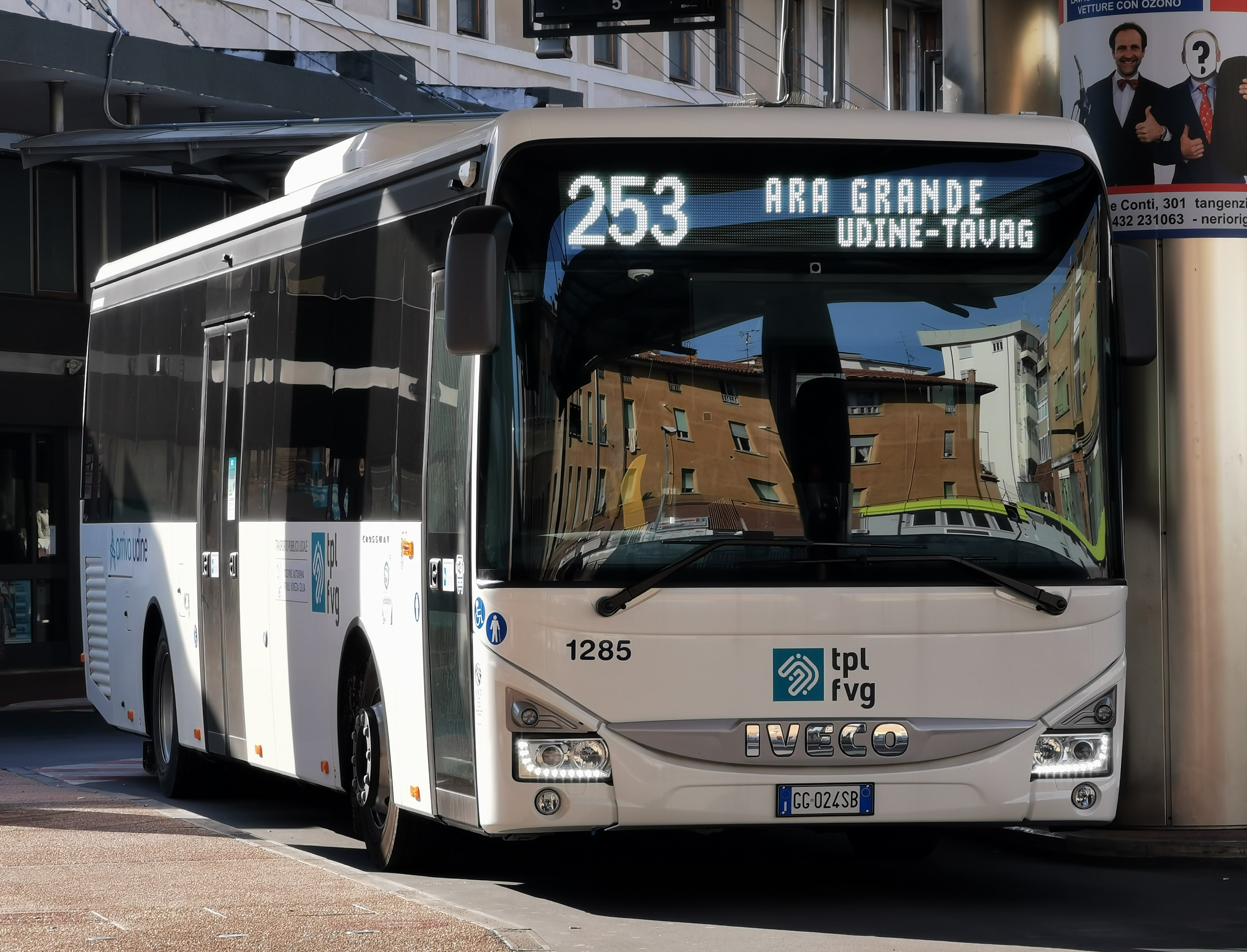
Iveco Crossway LE Line di Arriva Udine

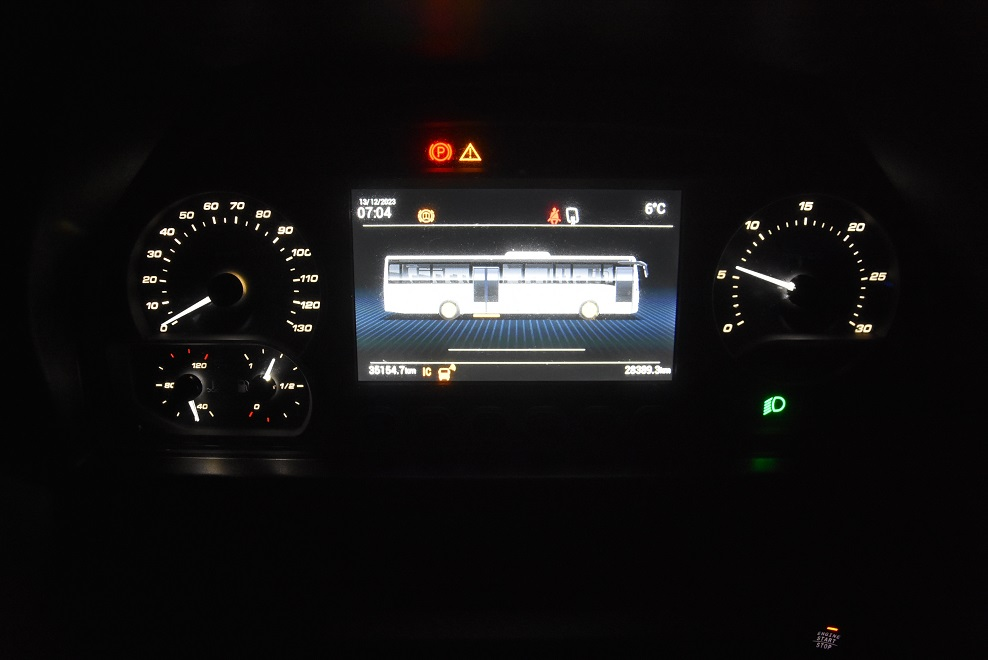
Pannello di controllo, notte

## Iveco Crossway (dal 2013)
A partire dal 2013 la gamma Crossway viene unificata con quella Arway: il nuovo Crossway eredita dunque le differenze tra i due modelli, simili tecnicamente ma distinti per qualità delle finiture e per il prezzo. In particolare, la versione "base", adatta a percorsi interurbani, viene denominata Crossway Line, che dal 2018 è prodotto anche a metano, mentre la versione superiore, adatta a percorsi autostradali o noleggio di fascia bassa, viene denominata Crossway Pro. Rimane in produzione la versione LE, anch'essa aggiornata con il nuovo design e, a partire dal 2017, prodotta con alimentazione a metano e nella versione a 3 assi (per 14.5 metri di lunghezza).
Il Crossway viene equipaggiato con il motore Cursor 9 di 8.700 cm3, dotato della tecnologia di trattamento dei gas di scarico "HI-eSCR" (HIgh Efficiency SCR) sviluppata da FPT Industrial, erogante 360 o 400 cavalli. La versione LINE può essere equipaggiata anche con il motore Tector 7, erogante 320 cavalli e anch'esso dotato della tecnologia HI-eSCR.
Vediamo ora nel dettaglio le caratteristiche delle singole versioni:

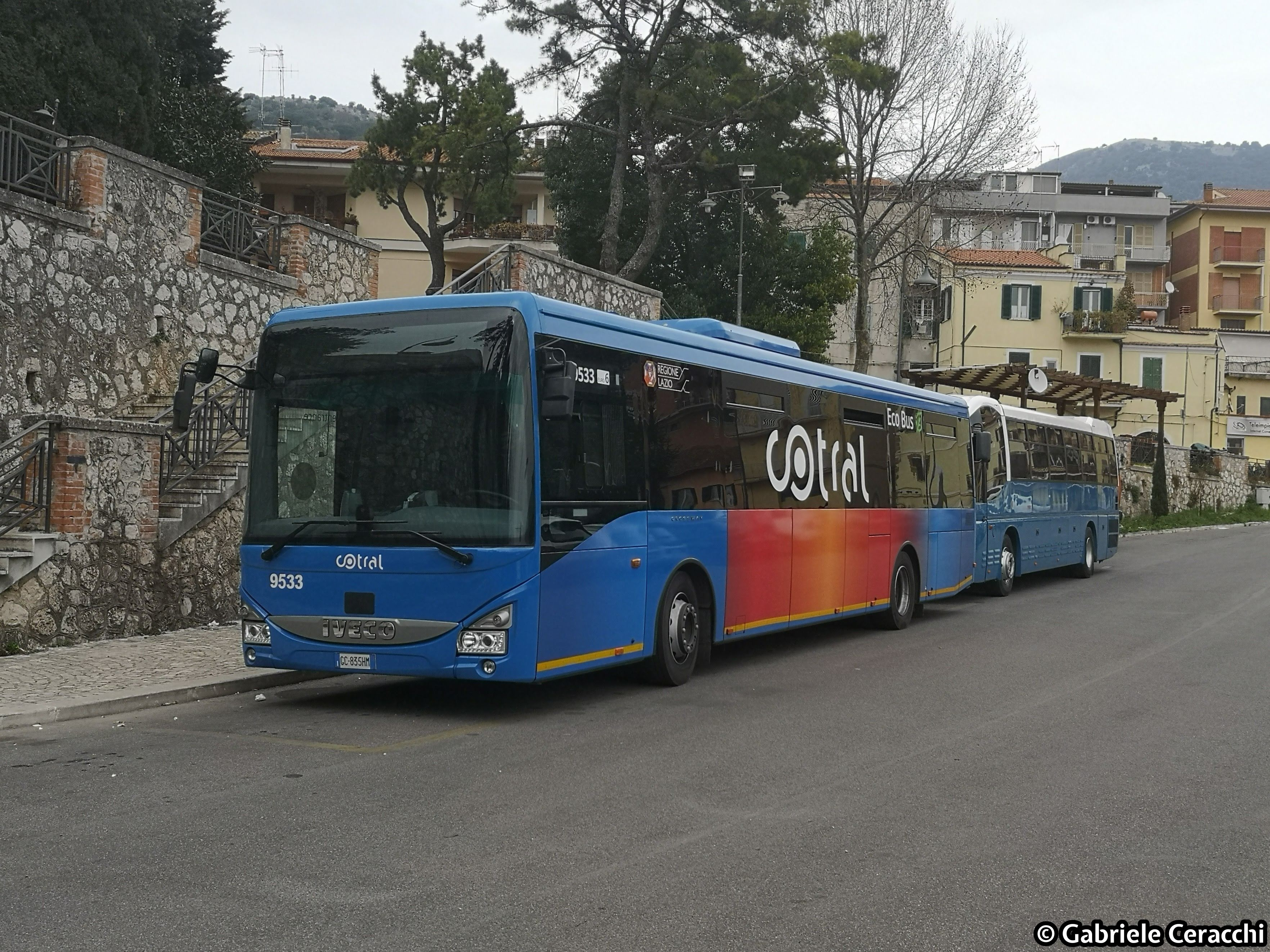
Iveco Crossway LE di Cotral in sosta a Cori.

### Iveco Crossway Line

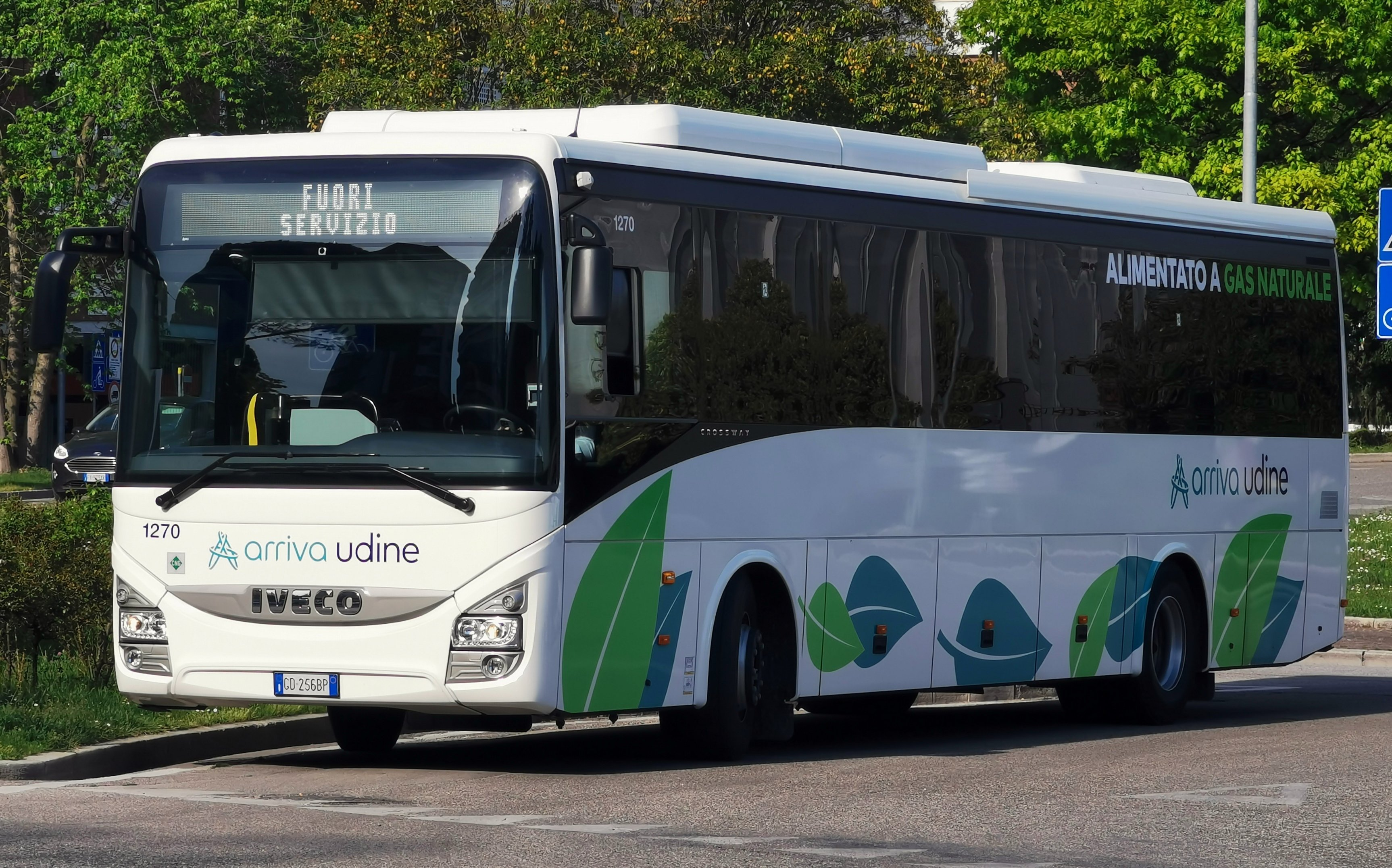
Iveco Crossway Line NP (CNG) di Arriva Udine

- Lunghezza: 10.8, 12.1, 12.8 metri
- Allestimento: Interurbano
- Alimentazione: Gasolio e metano
- Porte: 2 ad espulsione

### Iveco Crossway Pro
- Lunghezza: 10.8, 12.1, 12.8 metri
- Allestimento: Interurbano, Turistico

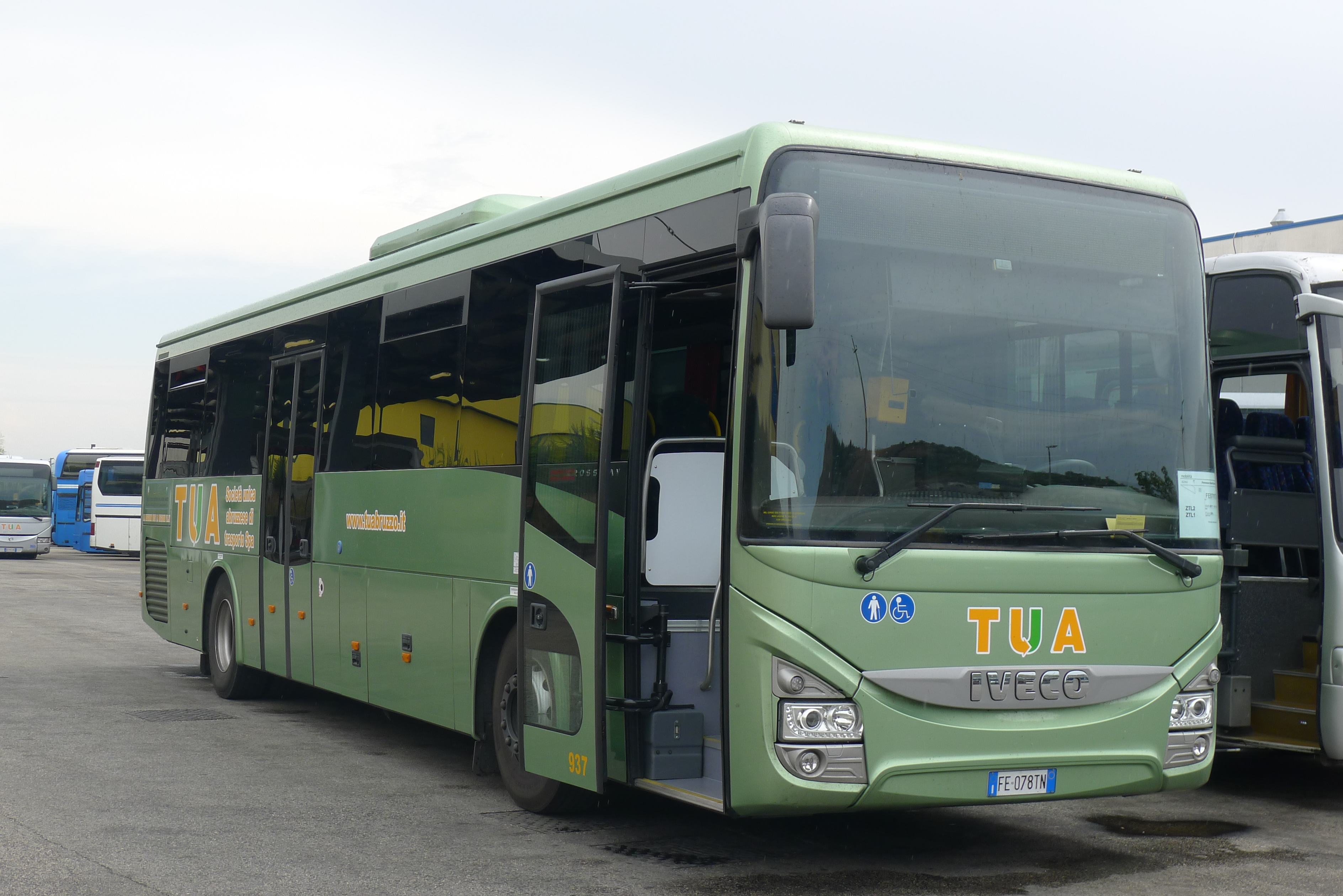
Iveco Crossway Pro

- Alimentazione: Gasolio
- Porte. 2 ad espulsione

### Iveco Crossway LE[2]
- Lunghezza: 10.8, 12.1, 14.5[3]
- Allestimento: Urbano (CITY), Suburbano, Interurbano (LINE)
- Alimentazione: Gasolio, Metano[4]
- Porte: 2 o 3, rototraslanti o ad espulsione